# Oestergrenia
Genre
Oestergrenia est un genre d'holothuries (concombres de mer) de la famille des Synaptidae. 

## Liste des espèces
Selon World Register of Marine Species (16 décembre 2014) :
- Oestergrenia digitata (Montagu, 1815) -- Europe
- Oestergrenia dubia (Semper, 1867) -- Philippines
- Oestergrenia incerta (Ludwig, 1875)
- Oestergrenia kongoensis Heding, 1932 -- Afrique de l'ouest
- Oestergrenia marenzelleri (Heding, 1931)
- Oestergrenia mortenseni (Heding, 1931) -- Afrique du Sud
- Oestergrenia spatula Thandar & Rowe, 1989 -- Afrique du Sud
- Oestergrenia thomsonii (Herapath, 1865) -- Europe
- Oestergrenia variabilis (Théel, 1886)

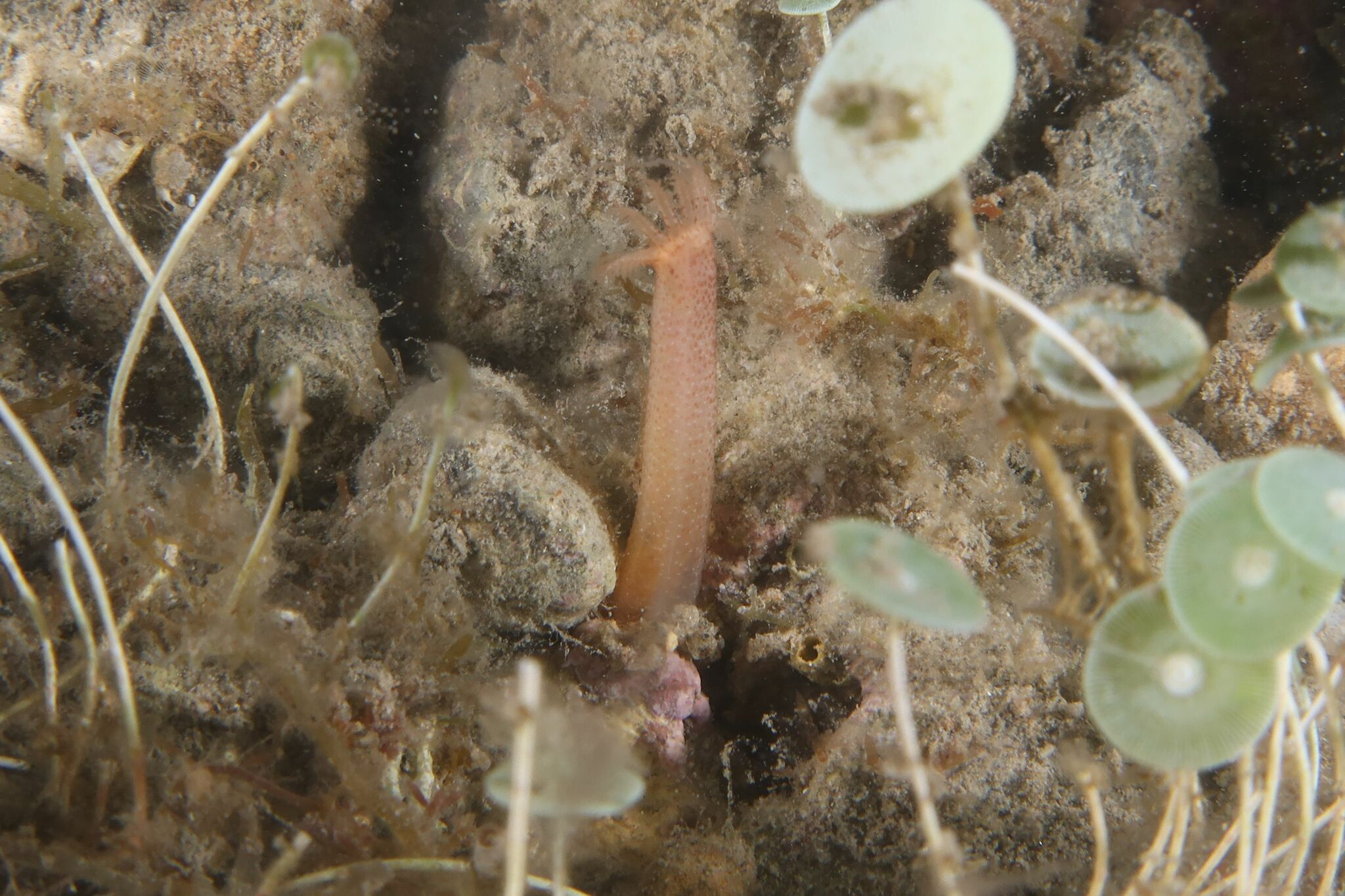
Oestergrenia digitata